# Копачка
Копачка (мак. Копачка; англ. The farmers dance) — традиційна македонська хора, народний танець із регіону Піянець, гірського масиву в східній частині Північної Македонії.
Копачку традиційно виконують танцюристи-чоловіки. Це швидкий танець із швидкими рухами на пів ступні, що включає великі стрибки, рухи в боки та рухи ножицями. Танцюристи тримають пояси лівою рукою над правою і починають танець у положенні півкола. Ритм танцю 2 / 4.
Сільські танцюристи вперше представили цей танець на Tanec (національний фольклорний колектив у Північній Македонії). Оригінальна назва танцю була Сітната (макед. Ситната; англ. The small/fine one). Танець змінив назву на Копачка, і згодом танець став настільки відомим, що жителі села взяли цю назву Копачка як для танцю, так і для назви своєї групи, щоб нагадати всім, звідки цей танець спочатку походить.
Танець заснований на поєднанні двох пісень: Dimna Juda для повільної, крокуючої частини танцю та Derviško Dušo (Viško) для швидкої частини танцю.

## Подальше читання
- Димовський, Михайло. (1977:80-6). Македонські народні танці (Оригінал македонською: Македонски народни ора) . Skopje: Naša kniga & Institut za folklor